# Josef Johann Horschik
Josef Johann Horschik (16. února 1874 Krásný Dvůr – 24. dubna 1955 Drážďany) byl německý spisovatel narozený v Čechách. Tématem jeho pozdně romantických próz a básní je z velké části Krušnohoří.

## Život
V roce 1896 se Horschik usadil v Drážďanech, kde zůstal po zbytek života. Živil se jako obchodník.
Jeho prvotina s názvem Lieder des Wanderers (Poutníkovy písně) vyšla v Lipsku roku 1905. O rok později vydal sbírku povídek Reif in Frühling (Zralý na jaře) a roku 1912 román Johannes Lister. Ein Künstlerroman (Johannes Lister. Román umělce). V předválečném období vyšly ještě dvě jeho sbírky básní: Unter Sternen (Pod hvězdami, 1936) a Sudetenland (Sudety, 1938).
Od roku 1941 až do své smrti bydlel ve vesnici Wachwitz u Drážďan na adrese Am Steinberg 11.